# توماس راسيل ديكون
توماس راسيل ديكون هو مهندس مدني ومهندس وسياسي كندي، ولد في 3 يناير 1865 في كندا، وتوفي في 30 مايو 1955 في وينيبيغ في كندا.